# Marcus Fabius Quintilianus
Marcus Fabius Quintilianus (35 Calagurris; Španělsko – 96 Řím, častěji udáváno před rokem 100) byl římský řečník a učitel rétoriky.
O jeho životě se ví velmi málo jistých dat. Jisté je prakticky pouze to, že se narodil v dnešním Španělsku. Odtamtud se poměrně brzy dostal do Říma a tam se proslavil.
Marcus Fabius Quintilianus ve svém díle definoval ideál řečníka, řečník by měl podle něj dobře znát teorie, měl by absolvovat cvičení a mít praxi v řečnění. Velký důraz kladl na morálku, domníval se, že rétor by měl být čestný a důstojný člověk a že nesmí nabádat lid ke špatným věcem a činům. Quintilianus přikládal rétorice velkou důležitost a byl přesvědčen, že v budoucnosti bude mít mnohem větší význam. Z tohoto důvodu prosazoval výchovu k jazykové kultuře.
V mládí studoval v Římě řečnictví a kolem roku 60 se vrátil do Hispanie (dnešní Španělsko), kde působil jako řečník a učitel.
V roce 68 byl povolán do Říma, kde působil jako soudní obhájce a učitel rétoriky. Brzy si zde získal takové jméno, že ho císař Vespasian jmenoval státním učitelem výmluvnosti, kde působil 20 let. Do jeho školy chodilo mnoho studentů, mezi nimi i Plinius mladší. Po 20 letech strávených vyučováním rétoriky se uchýlil do soukromí a sepsal obšírné dílo o výchově řečníka (Institutio oratoria). Poté byl opět povolán a to k výchově vnuků sestry císaře Domitiana, synů Flavia a Clementa, kteří byli ustanoveni jako dědici trůnu.

## Dílo
- Institutio oratoria, pravděpodobně před rokem 90 (česky 1988 pod názvem O výchově řečnické). Kniha pojednává o základech rétoriky a o výchově řečníků. Toto dílo bylo po pádu Říma ztraceno, znovu objeveno bylo v roce 1416, jeho objev znovu nastartoval rozvoj rétoriky. Nejdůležitějším a nejrozsáhlejším dílem bylo (Institutio oratoria) ve 12 knihách. Je to úplné shrnutí rétorického umění, kde také zavrhuje trhaný sloh filosofa Seneky a povznáší se vší úctou filozofa Cicerona jako starého a ve všem míru zachovávajícího řečníka.
- De causis corruptae eloquentiae je dílo které napsal cca roku 88 a kde vystupoval proti novému způsobu trhaného slohu, jehož představitelem byl filosof Seneca.

Podle jeho přednášek byly vydány dvě knihy o umění řečnickém (Artis rhetoricae libri II) a ze zápisů jeho žáků je nejslavnější dílo Dialogus de oratoribus, jež se nyní vydává pod jménem historika Tacita.